# Hatila Fogo
Hatila Fogo (28 agosto 1989) è un ex giocatore di football americano brasiliano, che ha giocato come offensive lineman.

## Palmarès
- 1 Pantanal Bowl (Cuiabá Arsenal, 2014)